# تاریخچه‌ی سوپر کامپیوتر ها

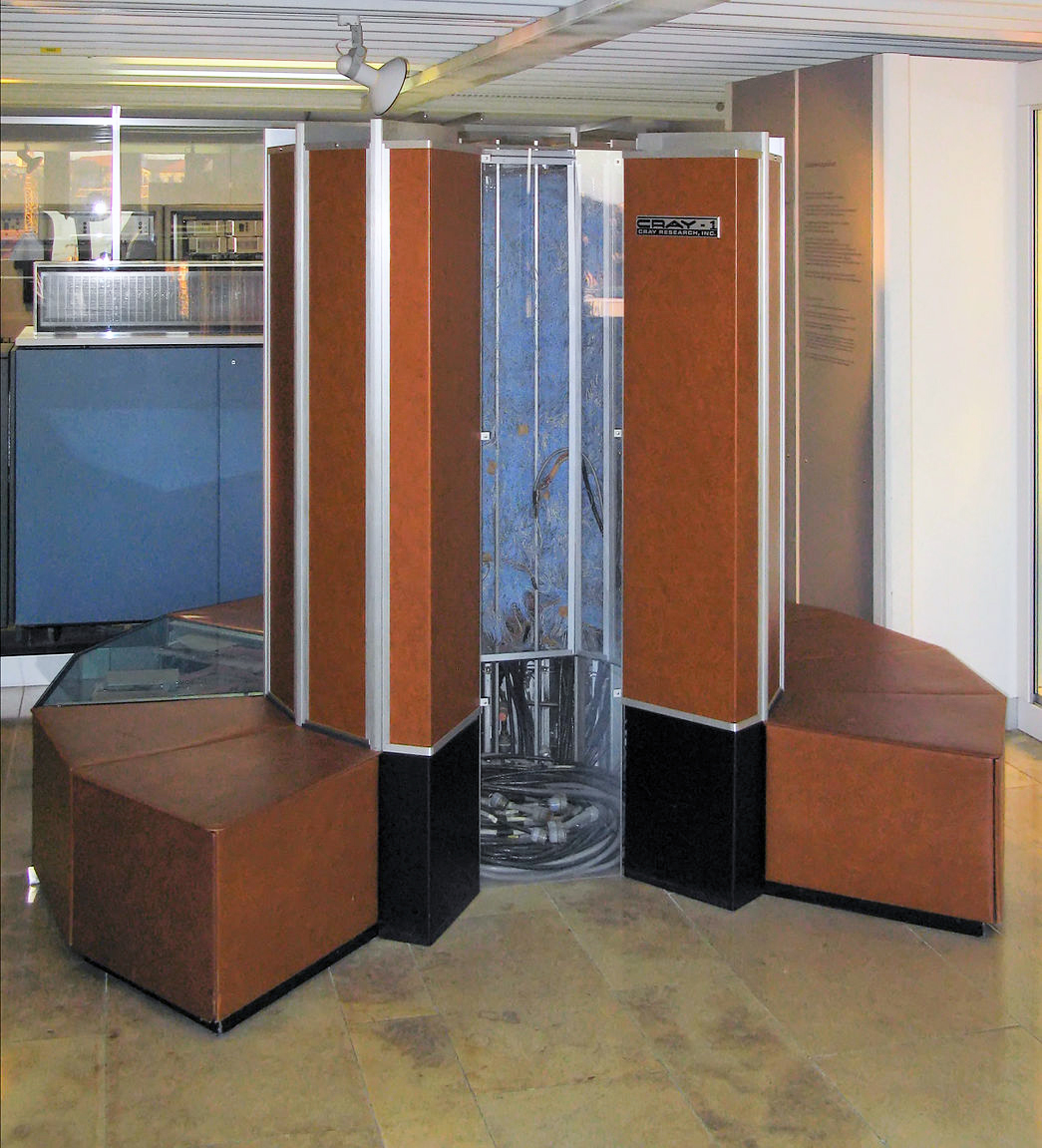
موزه آلمان، مونیخ

تاریخچه سوپرکامپیوتر ها  به دهه ۱۹۶۰ برمی‌گردد، زمانی که مجموعه‌ای از کامپیوتر ها در شرکت کنترل دیتا (CDC) توسط سیمور کری طراحی شدند تا با استفاده از طراحی‌های نوآورانه و موازی‌سازی به عملکرد محاسباتی برتر دست یابند. [1]  CDC 6600 که در سال ۱۹۶۴ عرضه شد، به‌طور کلی به عنوان اولین سوپر کامپیوتر محسوب می‌شود. [2][3]  با این حال، برخی کامپیوترهای قدیمی‌تر نیز برای زمان خود به عنوان سوپر کامپیوتر در نظر گرفته می‌شدند، مانند IBM NORC در سال  1954،[4]  و در اوایل دهه 1960، UNIVAC LARC (1960)، [5] IBM 7030 Stretch (1962)، [6]   و  Manchester Atlas (1962)، همگی از قدرت مشابهی برخوردار بودند.
در دهه 1980 میلادی، ابرکامپیوترهایی با تنها چند پردازنده استفاده می‌شدند، اما در دهه 1990، دستگاه‌هایی با هزاران پردازنده در ایالات متحده و ژاپن ظاهر شدند که رکوردهای عملکرد محاسباتی جدیدی را برپا کردند.
تا پایان قرن بیستم، ابرکامپیوترهای پردازش موازی با هزاران پردازنده‌ای که بدون نیاز به تغییرات یا سفارشی‌سازی به‌طور مستقیم قابل استفاده هستند ، مانند آنهایی که در رایانه‌های شخصی یافت می‌شود، ساخته شدند و نفوذی به سد محاسباتی ترافلاپس داشتند.
پیشرفت در دهه اول قرن ۲۱ بسیار چشمگیر بود و ابرکامپیوترهایی با بیش از ۶۰٬۰۰۰ پردازنده ظاهر شدند که به سطوح عملکرد پتافلاپس رسیدند.

## آغازها: دهه‌ها ۱۹۵۰ و ۱۹۶۰
سوپر کامپیوتینگ" برای اولین بار در سال ۱۹۲۹ در روزنامه [7] New York World به استفاده از ماشین های‌محاسباتی سفارشی بزرگی اشاره داشت که شرکت IBM برای دانشگاه کلمبیا ساخته بود[8].
در سال ۱۹۵۷، یک گروه از مهندسین از شرکت Sperry Corporation جدا شده و شرکت Control Data Corporation (CDC) را در مینه‌سوتا، مینیاپولیس تأسیس کردند. سیمور کری یک سال بعد از آن از شرکت Sperry جدا شده و به همراه همکارانش به CDC پیوست. [1]
در سال ۱۹۶۰، کری CDC 1604 را کامل کرد که یکی از نسل‌های اول کامپیوترهای ترانزیستوری موفق تجاری بود و در زمان عرضه‌اش، سریع‌ترین کامپیوتر جهان بود. [9] با این حال، Harwell CADET تماماً ترانزیستوری در سال ۱۹۵۱ قابل استفاده بود و IBM کامپیوتر ترانزیستوری تجاری موفق خود را با نام IBM 7090 در سال ۱۹۵۹ تحویل داد.
در اواخر دهه 1960، کری تصمیم گرفت یک کامپیوتر طراحی کند که با یک مارژین بزرگترین سرعت را در جهان داشته باشد. پس از چهار سال آزمایش همراه با همکارانش جیم تورنتون و دین روش و حدود 30 مهندس دیگر، کری در سال 1964 مدل CDC 6600 را تکمیل کرد. Cray از ترانزیستورهای ژرمانیوم به سیلیکون منتقل شد که توسط شرکت فرچایلد سمیکانداکتر ساخته شده بودند و از فرایند planar استفاده می‌کردند. این ترانزیستورها دارای معایب ترانزیستورهای سیلیکون mesa نبودند. او این ترانزیستورها را بسیار سریع اجرا کرد و محدودیت سرعت نور باعث طراحی بسیار فشرده‌ای با مشکلات شدید گرم شدن شد که با معرفی یخچال به تصمیم دین روش حل شد. [10]  6600 با ضریبی سه برابر درخشان‌ترین کامپیوتر قبلی صنعت، IBM 7030 Stretch را پیش سر گرفت. [11][12]  با عملکردی تا سه مگافلاپس [13][14] ، آن با نام "سوپرکامپیوتر" شناخته شد و با فروش ۲۰۰ دستگاه به قیمت ۹ میلیون دلار هر کدام، بازار سوپرکامپیوترها را تعریف کرد[9][15].
در دهه ۱۹۶۰، کامپیوتر CDC 6600  با اعمال "بیرون سپردن" کار به عناصر محاسباتی جانبی، CPU (واحد پردازش مرکزی) را از پردازش داده‌های واقعی آزاد کرد. کامپایلر فرتران مینه‌سوتا برای این دستگاه توسط Liddiard و Mundstock در دانشگاه مینه‌سوتا توسعه یافت و با استفاده از آن،  CDC 6600 می‌توانست در عملیات ریاضی استاندارد ۵۰۰ کیلوفلاپ را حفظ کند[16]. در سال ۱۹۶۸، Cray CDC ۷۶۰۰ را تکمیل کرد که باز هم سریعترین کامپیوتر جهان بود. [9] با فرکانس ۳۶ مگاهرتز، ۷۶۰۰ ۳.۶ برابر سرعت کلاک ۶۶۰۰ داشت، اما به دلیل نوآوری‌های فنی دیگر به صورت قابل توجهی سریع‌تر اجرا می‌شد. آنها تنها حدود ۵۰ دستگاه از مدل ۷۶۰۰ را فروختند که به معنای کاملی شکست نبود. کری در سال ۱۹۷۲ از CDC خارج شد تا شرکت خود را تشکیل دهد[9]. دو سال پس از رفتن او، CDC مدل STAR-100 را تحویل داد که با ۱۰۰ مگافلاپ، سه برابر سرعت ۷۶۰۰ بود. همراه با سیستم کامپیوتری پیشرفته از شرکت تگزاس اینسترومنتس ، STAR-100 یکی از اولین دستگاه‌هایی بود که از پردازش برداری استفاده می‌کردند، ایده‌ای که از حدود سال ۱۹۶۴ توسط زبان برنامه نویسی APL الهام گرفته بود. [17][18]
در سال ۱۹۵۶، یک تیم در دانشگاه منچستر در انگلستان، زمینه‌سازی توسعه MUSE را آغاز کردند — یک نام مشتق شده از موتور میکروثانیه — با هدف ساخت یک کامپیوتر که قادر به عملکرد با سرعت‌های پردازشی نزدیک به یک میکروثانیه برای هر دستور باشد، یعنی تقریباً یک میلیون دستور در ثانیه. Mu  (نام حرف یونانی μ) پیشوندی است که در SI و سایر سیستم‌های واحدها، برای نشان دادن ضریب 6-۱۰ (یک میلیونم) استفاده می‌شود.
در پایان سال ۱۹۵۸، فرانتی توافق کرد که با دانشگاه مانچستر در این پروژه همکاری کند و کامپیوتر به زودی پس از آن با نام آتلس شناخته می‌شود و این مشروع مشترک تحت کنترل تام کیلبرن قرار می‌گیرد. اولین آتلس به‌طور رسمی در تاریخ ۷ دسامبر ۱۹۶۲، تقریباً سه سال قبل از معرفی سوپرکامپیوتر Cray CDC 6600، به عنوان یکی از اولین سوپرکامپیوترهای جهان به بهره‌برداری رسید. در زمان به کار گیری آن، آتلس به عنوان قدرتمندترین کامپیوتر جهان محسوب می‌شد و معادل چهار عدد IBM 7094 بود. گفته می‌شد که هرگاه آتلس غیرفعال می‌شد، نیمی از ظرفیت کامپیوتری انگلستان از بین می‌رفت. [20]  آتلس، فناوری حافظه مجازی و صفحه‌بندی را به عنوان روشی برای توسعه حافظه کاری خود به کار برد که با ترکیب ۱۶٬۳۸۴ واژه حافظه مغناطیسی اصلی با ۹۶هزار واژه حافظه دیسکی فرعی، حافظه خود را گسترش می‌دهد. [21] آتلس همچنین پیشروی در زمینه نرم‌افزار سرپرست آتلس را نیز داشت که به عنوان "اولین سیستم عامل مدرن قابل شناسایی" توسط بسیاری از افراد در نظر گرفته می‌شود. [20]

## دوره‌ی کری: اواسط دهه ۷۰ و ۱۹۸۰
چهار سال پس از ترک CDC، کری در سال 1976، سوپر کامپیوتر Cray-1 با سرعت 80 مگاهرتز را تحویل داد و آن به موفق‌ترین سوپرکامپیوتر در تاریخ تبدیل شد. [18][22]  Cray-1 ، که از مدارهای یکپارچه با دو گیت در هر تراشه استفاده میکرد، یک پردازنده برداری بود. این کامپیوتر نوآوری‌های زیادی را معرفی کرد، مانند چینش‌ها (chaining)، که در آن ثبت‌های علمی و برداری نتایج میانی تولید میکنند که بدون نیاز به ارجاعات حافظه اضافی، میتوانند بلافاصله استفاده شوند و سرعت محاسباتی را کاهش نمی‌دهند[10][23]. Cray X-MP (طراحی شده توسط استیو چن) در سال 1982 به عنوان یک پردازنده برداری موازی با حافظه مشترک و پشتیبانی بهتر از چینش‌ها و چندین خط لوله حافظه عرضه شد. همه سه خط لوله اعشاری در X-MP میتوانستند همزمان عمل کنند. [23]  تا سال 1983، کری و کنترل دیتا رهبران سوپرکامپیوتر بودند؛ علیرغم تراز برتری در بازار کامپیوتر کلی IBM قادر به تولید یک رقیب سودآورنبود[24].
کامپیوتر Cray-2 که در سال 1985 عرضه شد، یک کامپیوتر مایع با چهار پردازنده بود که به‌طور کامل درون یک مخزن از فلورینرت قرار گرفته بود و در حین عملکرد خود حباب‌هایی از آن برافروخت.[10] این کامپیوتر به سرعت 1.9 گیگافلوپس رسید و سریع‌ترین سوپرکامپیوتر جهان و اولین کامپیوتری بود که مرز گیگافلاپ را شکست.[25] Cray-2 یک طراحی کاملاً جدید بود. از زنجیره‌بندی استفاده نمی‌کرد و تاخیر حافظه بالایی داشت، اما استفاده بیشتری از خط‌های تولیدی (پایپلاینینگ) داشت و برای مسائلی که نیاز به حافظه بزرگ داشتند، ایده‌آل بود. [23] هزینه نرم‌افزار در توسعه سوپرکامپیوترها نباید کم ارزش شمرده شود، زیرا در دهه 1980، هزینه توسعه نرم‌افزار در کری برابر با هزینه‌های سخت‌افزاری بود. [26]  این روند به موجب تغییر سیستم عامل درونی کری به سیستم عامل UNICOS مبتنی بر یونیکس منجر شد. [26]
کامپیوتر Cray Y-MP نیز که نیز توسط استیو چن طراحی شده بود، در سال 1988 به عنوان بهبودی از مدل X-MP عرضه شد و می‌توانست هشت پردازنده برداری با سرعت 167 مگاهرتز و عملکرد بالقوه 333 مگافلوپس در هر پردازنده داشته باشد. [23]  در اواخر دهه 1980، آزمایش کری برای استفاده از نیمه‌هادی‌های گالیم آرسنید در کامپیوتر Cray-3 موفقیت آمیز نبود. سیمور کری در اوایل دهه 1990 به ساخت یک کامپیوتر با معماری همزمانی گسترده پرداخت، اما در سال 1996 در یک تصادف رانندگی جان خود را از دست داد، قبل از اینکه بتواند آن را به پایان برساند. اما تحقیقات کری موفق به تولید چنین کامپیوترهایی شد[22][10].

## پردازش انبوه:دهه ۱۹۹۰
در دهه‌ی ۱۹۸۰ میلادی، Cray-2 با فقط ۸ پردازنده به عنوان یک سوپرکامپیوتر، مرزهای محاسبات فوق العاده را تعیین کرد. در دهه‌ی ۱۹۹۰، سوپرکامپیوترهایی با هزاران پردازنده شروع به ظاهر شدن کردند. یک توسعه دیگر در پایان دهه ی ۱۹۸۰، ظهور سوپرکامپیوترهای ژاپنی بود، برخی از آنها بر پایه‌یCray-1  مدل‌سازی شده بودند.
در سال 1989 شرکت NEC Corporation مدل  SX-3/44R را معرفی کرد و یک سال بعد با مدل چهار پردازنده‌ای خود، عنوان سریع‌ترین کامپیوتر جهان را کسب کرد[27]. با این حال، در سال 1994، کامپیوتر فوجیتسو به نام Numerical Wind Tunnel با استفاده از ۱۶۶ پردازنده وکتور، رتبه اول را کسب کرد. این کامپیوتر یک سرعت بالقوه ۱.۷ گیگافلاپ برای هر پردازنده داشت. [28][29]
Hitachi SR2201 در سال 1996 با استفاده از ۲،۰۴۸ پردازنده که از طریق یک شبکه متقاطع سه‌بعدی سریع متصل بودند، عملکرد بالقوه‌ی ۶۰۰ گیگافلاپ را بدست آورد. [30][31][32]
در همان دوره، Intel Paragon  با تنظیمات مختلف می‌توانست دارای ۱٬۰۰۰ تا ۴٬۰۰۰ پردازنده Intel i860 باشد و در سال ۱۹۹۳ به عنوان سریع‌ترین کامپیوتر جهان رتبه بندی شد. Paragon یک دستگاه موازی MIMD بود که پردازنده‌ها را از طریق یک مش دوبعدی با سرعت بالا متصل می‌کرد، این امکان را به فرایندها می‌داد که در گره‌های جداگانه اجرا شوند؛ ارتباطات خود را از طریق رابط ارسال پیام انجام می‌دادند[33] .
تا سال ۱۹۹۵، Cray همچنین سیستم‌های موازی بسیار موازی را حمل می‌کرد، به عنوان مثال Cray T3E با بیش از ۲٬۰۰۰ پردازنده که از یک اتصال سه‌بعدی توروس استفاده می‌کرد. [34][35]
ساختار Paragon به زودی منجر به کامپیوتر با معماری همزمانی گستردهIntel ASCI Red  در ایالات متحده شد، که به عنوان بخشی از ابتکار شبیه‌سازی و محاسبات پیشرفته، رتبه اول کامپیوترهای سوپر را تا انتهای قرن بیستم در اختیار داشت. این همچنین یک سیستم موازی MIMD مبتنی بر مش با بیش از ۹٬۰۰۰ گره محاسباتی و بیش از ۱۲ ترابایت فضای دیسک بود، اما از پردازنده‌های پنتیوم پرو با کیفیت استفاده می‌کرد که می‌توان آن‌ها را در کامپیوترهای شخصی روزمره پیدا کرد. ASCI Red ، نخستین سیستمی بود که در سال ۱۹۹۶ بر روی بایگانی MP- Linpack ۱ ترافلاپ را عبور کرد و به مرور به ۲ ترافلاپ دست پیدا کرد. [36]

## استفاده از قدرت محاسباتی پتا در قرن 21
در دهه‌ی اول قرن بیست‌ویکم پیشرفت‌های چشمگیری در زمینه‌ی ابرکامپیوترها صورت گرفت. کارایی ابرکامپیوترها همچنان افزایش یافت، اما به‌طور چشمگیری نبود. به عنوان مثال، کامپیوتر Cray C90 در سال ۱۹۹۱ از ۵۰۰ کیلووات برق استفاده می‌کرد، در حالی که در سال ۲۰۰۳ کامپیوتر ASCI Q از ۳,۰۰۰ کیلووات برق استفاده می‌کرد و در عین حال دو هزار برابر سریع‌تر بود، که باعث افزایش عملکرد در هر وات ۳۰۰ برابری شد. [37]
در سال ۲۰۰۴، ابرکامپیوتر Earth Simulator ساخته‌شده توسط شرکت NEC در ژاپن با مشارکت سازمان فناوری دریایی و زمینی ژاپن به توان ۳۵.۹ ترافلاپس رسید، با استفاده از ۶۴۰ نود، هر کدام دارای هشت پردازنده‌ی برداری اختصاصی بودند.[38]
معماری ابرکامپیوتر IBM Blue Gene در قسمت اول قرن بیست‌ویکم استفاده‌ی گسترده‌ای داشت و ۲۷ کامپیوتر از لیست TOP500 از این معماری استفاده می‌کردند. رویکرد Blue Gene در واقع کمبود سرعت پردازنده را برای کاهش مصرف برق معاوضه می‌کند، تا تعداد بیشتری از پردازنده‌ها در دماهای تهویه‌شده‌ی هوا استفاده شود. این ماشین‌ها می‌توانستند از بیش از ۶۰٬۰۰۰ پردازنده استفاده کنند و با داشتن ۲۰۴۸ پردازنده "در هر رک" آنها را از طریق اتصال سه‌بعدی توروس به هم وصل می‌کردند. [39][40]
پیشرفت‌های چین به سرعت صورت گرفت و این کشور در ژوئن ۲۰۰۳ در رتبه‌ی ۵۱ام در لیست TOP500 قرار گرفت؛ سپس این رتبه در نوامبر ۲۰۰۳ به ۱۴م، در ژوئن ۲۰۰۴ به ۱۰م و سپس در ۲۰۰۵ به ۵ام افزایش یافت و در سال ۲۰۱۰ با ابرکامپیوتر ۲.۵ پتافلاپس تیانه-۱ رتبه‌ی اول را کسب کرد. [41][42]
در ژوئیه ۲۰۱۱، ابرکامپیوتر ۸.۱ پتافلاپسی K ژاپن رتبه‌ی اول را به‌دست آورد، با استفاده از بیش از ۶۰٬۰۰۰ پردازنده SPARC64 VIIIfx که در بیش از ۶۰۰ کابینت قرار گرفته بودند. این نکته که این ابرکامپیوتر بیش از ۶۰ برابر سریع‌تر از Earth Simulator بود و اینکه Earth Simulator هفت سال پس از اینکه رتبه‌ی اول را داشته بود به رتبه‌ی ۶۸ام سقوط کرده بود، هر دو نشان از افزایش چشمگیر عملکرد برتر و گسترش گسترده‌ی فناوری ابرکامپیوتر در سراسر جهان می‌دهد.[43][44][45]
تا سال ۲۰۱۴، Earth Simulator از لیست خارج شده بود و تا سال ۲۰۱۸ ابرکامپیوتر K از رتبه‌ی ده اول خارج شده بود. تا سال ۲۰۱۸، Summit  به قوی‌ترین ابرکامپیوتر جهان تبدیل شده بود با ۲۰۰ پتافلاپس. در سال ۲۰۲۰، ژاپن دوباره رتبه‌ی اول را با ابرکامپیوتر فوگاکو با عملکرد ۴۴۲ پتافلاپس به‌دست آورد. در نهایت، از سال ۲۰۲۲ تاکنون (تا دسامبر ۲۰۲۳) قوی‌ترین ابرکامپیوتر جهان ابرکامپیوتر Frontier شرکت هیولت پکارد انترپرایز یا همان OLCF-5 بود که در مرکز محاسبات رهبری اوراینچ تنسی، ایالات متحده آمریکا میزبانی می‌شد. Frontier بر اساس کامپیوتر Cray EX بود، از قوی‌ترین ابرپردازنده‌ها و پردازنده‌های گرافیکی شرکت AMD استفاده می‌کرد و با دستیابی به Rmax برابر با ۱.۱۰۲ اکسا فلاپس، یعنی ۱.۱۰۲ کوادریلیون عملیات در هر ثانیه، به عنوان اولین ابرکامپیوتر اگزافلاپس جهان شناخته می‌شد.[46][47][48][49][50]

## TOP500 جدول تاریخی
این یک لیست از کامپیوترهایی است که از سال ۱۹۹۳ به بعد بر روی لیست TOP500 ظاهر شده‌اند.[51]  "سرعت بیشینه" به عنوان رتبه "Rmax" ذکر شده است.
| سال  | سوپرکامپیوتر                  | Peak speed (Rmax) | Power eﬃciency (GFLOPS per Watt) | مکان |
| 1993 | Fujitsu Numerical Wind Tunnel | 124.50 GFLOPS     |                                  | National Aerospace Laboratory, Tokyo, Japan                                                                |
| 1993 | Intel Paragon XP/S 140        | 143.40 GFLOPS     |                                  | DoE-Sandia National Laboratories, New Mexico, USA                                                          |
| 1994 | Fujitsu Numerical Wind Tunnel | 170.40 GFLOPS     |                                  | National Aerospace Laboratory, Tokyo, Japan                                                                |
| 1996 | Hitachi SR2201/1024           | 220.40 GFLOPS     |                                  | University of Tokyo, Japan                                                                                 |
| 1996 | Hitachi CP-PACS/2048          | 368.20 GFLOPS     |                                  | University of Tsukuba, Tsukuba, Japan                                                                      |
| 1997 | Intel ASCI Red/9152           | 1.338 TFLOPS      |                                  | DoE-Sandia National Laboratories, New Mexico, USA                                                          |
| 1999 | Intel ASCI Red/9632           | 2.3796 TFLOPS     |                                  | DoE-Sandia National Laboratories, New Mexico, USA                                                          |
| 2000 | IBM ASCI White                | 7.226 TFLOPS      |                                  | DoE-Lawrence Livermore National Laboratory, California, USA                                                |
| 2002 | NEC Earth Simulator           | 35.860 TFLOPS     |                                  | Earth Simulator Center, Yokohama, Japan                                                                    |
| 2004 | IBM Blue Gene/L               | 70.720 TFLOPS     |                                  | DoE/IBM Rochester, Minnesota, USA                                                                          |
| 2005 | IBM Blue Gene/L               | 136.800 TFLOPS    |                                  | DoE/U.S. National Nuclear Security Administration, Lawrence Livermore National Laboratory, California, USA |
| 2005 | IBM Blue Gene/L               | 280.600 TFLOPS    |                                  | DoE/U.S. National Nuclear Security Administration, Lawrence Livermore National Laboratory, California, USA |
| 2007 | IBM Blue Gene/L               | 478.200 TFLOPS    |                                  | DoE/U.S. National Nuclear Security Administration, Lawrence Livermore National Laboratory, California, USA |
| 2008 | IBM Roadrunner                | 1.026 PFLOPS      |                                  | DoE-Los Alamos National Laboratory, New Mexico, USA                                                        |
| 2008 | IBM Roadrunner                | 1.105 PFLOPS      | 0.445                            | DoE-Los Alamos National Laboratory, New Mexico, USA                                                        |
| 2009 | Cray Jaguar                   | 1.759 PFLOPS      |                                  | DoE-Oak Ridge National Laboratory, Tennessee, USA                                                          |
| 2010 | Tianhe-IA                     | 2.566 PFLOPS      | 0.635                            | National Supercomputing Center, Tianjin, China                                                             |
| 2011 | Fujitsu K computer            | 10.510 PFLOPS     | 0.825                            | Riken, Kobe, Japan                                                                                         |
| 2012 | IBM Sequoia                   | 16.320 PFLOPS     |                                  | Lawrence Livermore National Laboratory, California, USA                                                    |
| 2012 | Cray Titan                    | 17.590 PFLOPS     |                                  | Oak Ridge National Laboratory, Tennessee, USA                                                              |
| 2013 | NUDT Tianhe-2                 | 33.860 PFLOPS     | 2.215                            | Guangzhou, China                                                                                           |
| 2016 | Sunway TaihuLight             | 93.010 PFLOPS     | 6.051                            | Wuxi, China                                                                                                |
| 2018 | IBM Summit                    | 122.300 PFLOPS    | 14.668                           | DoE-Oak Ridge National Laboratory, Tennessee, USA                                                          |
| 2020 | Fugaku                        | 415.530 PFLOPS    | 15.418                           | Riken, Kobe, Japan                                                                                         |
| 2021 | Frontier                      | >1.1 EFLOPS       |                                  | Oak Ridge Leadership Computing Facility, AMD, USA                                                          |

## کنترل صادرات
هماهنگی همکاری تجاری برای کنترل صادرات (CoCom) و واقعیت موضوع جابه‌جایی یعنی توافقنامه‌ی واسنار، به‌طور قانونی کنترل می‌کردند، یعنی نیاز به مجوز و تایید و نگهداری اسناد داشتند و یا به‌طور کامل صادرات کامپیوترهای با عملکرد بالا (HPCs) به برخی از کشورها را منع کرده بودند. این کنترل‌ها به دلیل افزایش سختی در توجیه آن‌ها، منجر به تسهیل در مقررات شده است. برخی ادعا کرده‌اند که این مقررات هرگز توجیه‌پذیر نبوده‌اند. [52][53][54][55][56][57]

## همچنین ببینید
FLOPS – شاخص عملکرد کامپیوتر
Green500 – رتبه‌بندی ابرکامپیوترها از TOP500 بر اساس کارایی انرژی
تعداد دستورالعمل در ثانیه – معیار سرعت پردازش کامپیوتر
ابرکامپیوترهای نیمه‌فرصتی – الگوی محاسباتی برای ابرکامپیوترها
معماری ابرکامپیوترها
ابرکامپیوترها در چین
ابرکامپیوترها در اروپا
ابرکامپیوترها در هند
ابرکامپیوترها در ژاپن
ابرکامپیوترها در پاکستان

## لینک‌های خارجی
Supercomputers (1960s-1980s) (https://www.computerhistory.org/revolution/?alias=supercomputers&type=section) at the Computer History Museum